# Vrede van Tempe
De Vrede van Tempe beëindigde de Tweede Macedonische Oorlog (200 v.Chr. - 196 v.Chr.) tussen de Romeinse Republiek en Philippos V van Macedonië. Rome won de beslissende Slag bij Cynoscephalae in 197 v.Chr., en door de Vrede van Tempe, 196 v.Chr., moest Philippos afzien van de bezittingen van Macedonië in Griekenland en Azië, en moesten ze een oorlogsvergoeding van 1000 talenten betalen.